# 阿耳芬面
阿耳芬面是恆星星冕與星風之間的邊界，定義為星冕電漿的阿耳芬速度和大尺度星風速相等的地方。它以漢尼斯·阿耳芬命名，也被稱為「阿耳芬臨介面」、「阿耳芬點」或「阿耳芬半徑」。2018年，派克太陽探測器成為第一艘穿越太陽阿耳芬面的太空船。

## 定義

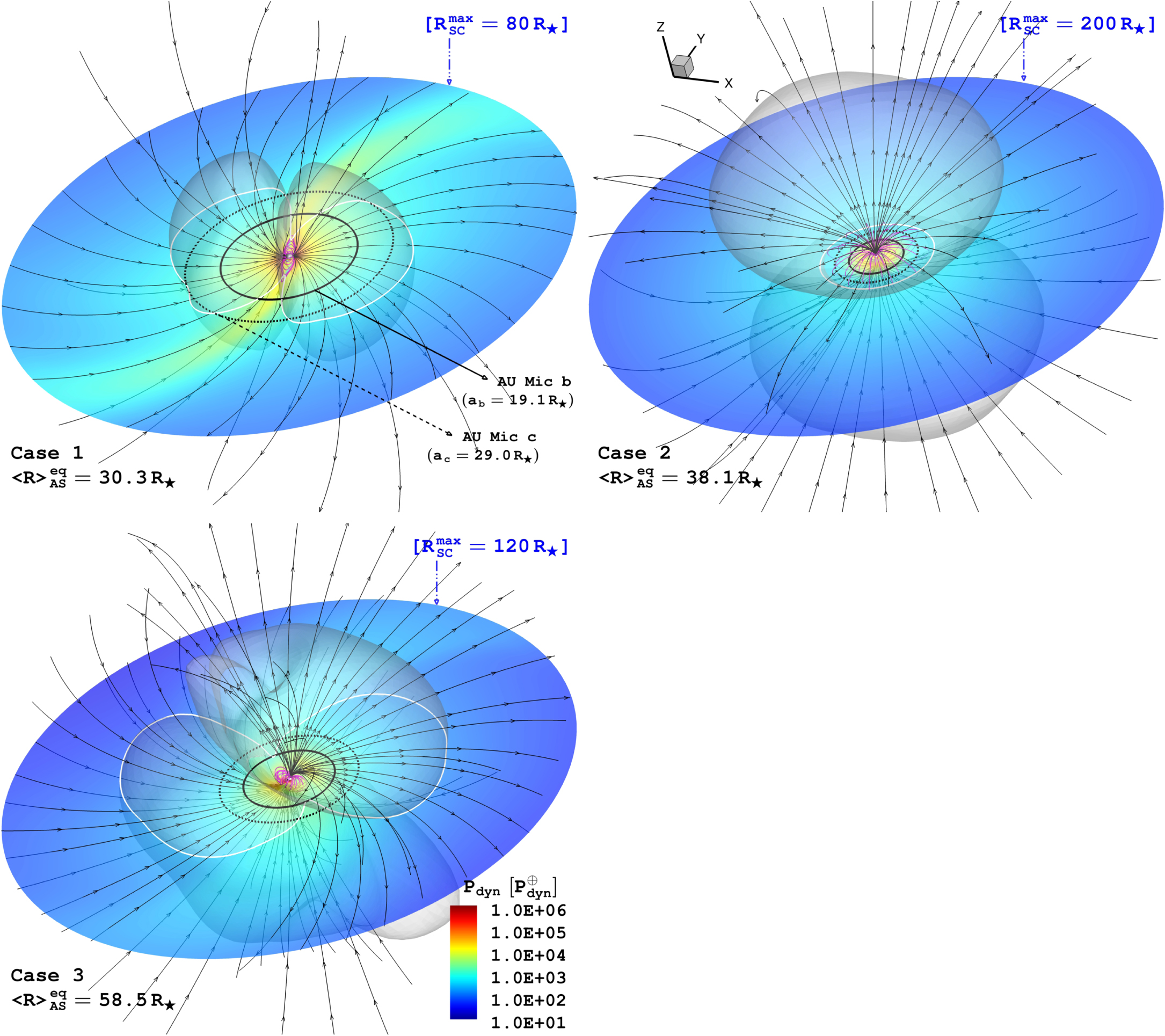
模擬的顯微鏡座AU星風環境。半透明的陰影顯示了星風的阿耳芬面。

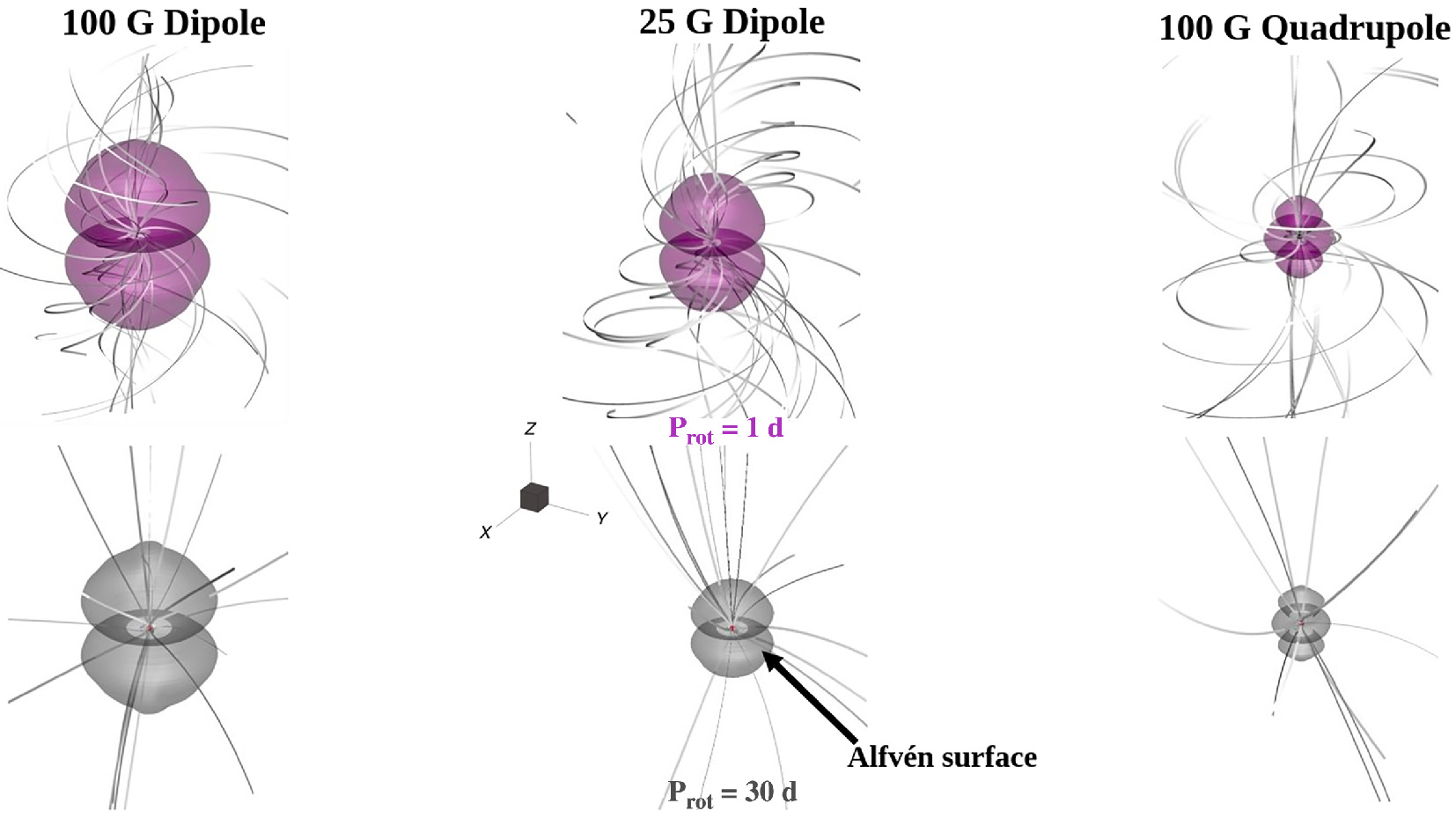
磁場强度和幾何形狀對阿耳芬面的影響。阿耳芬面深受表面幾何形狀變化的影響。

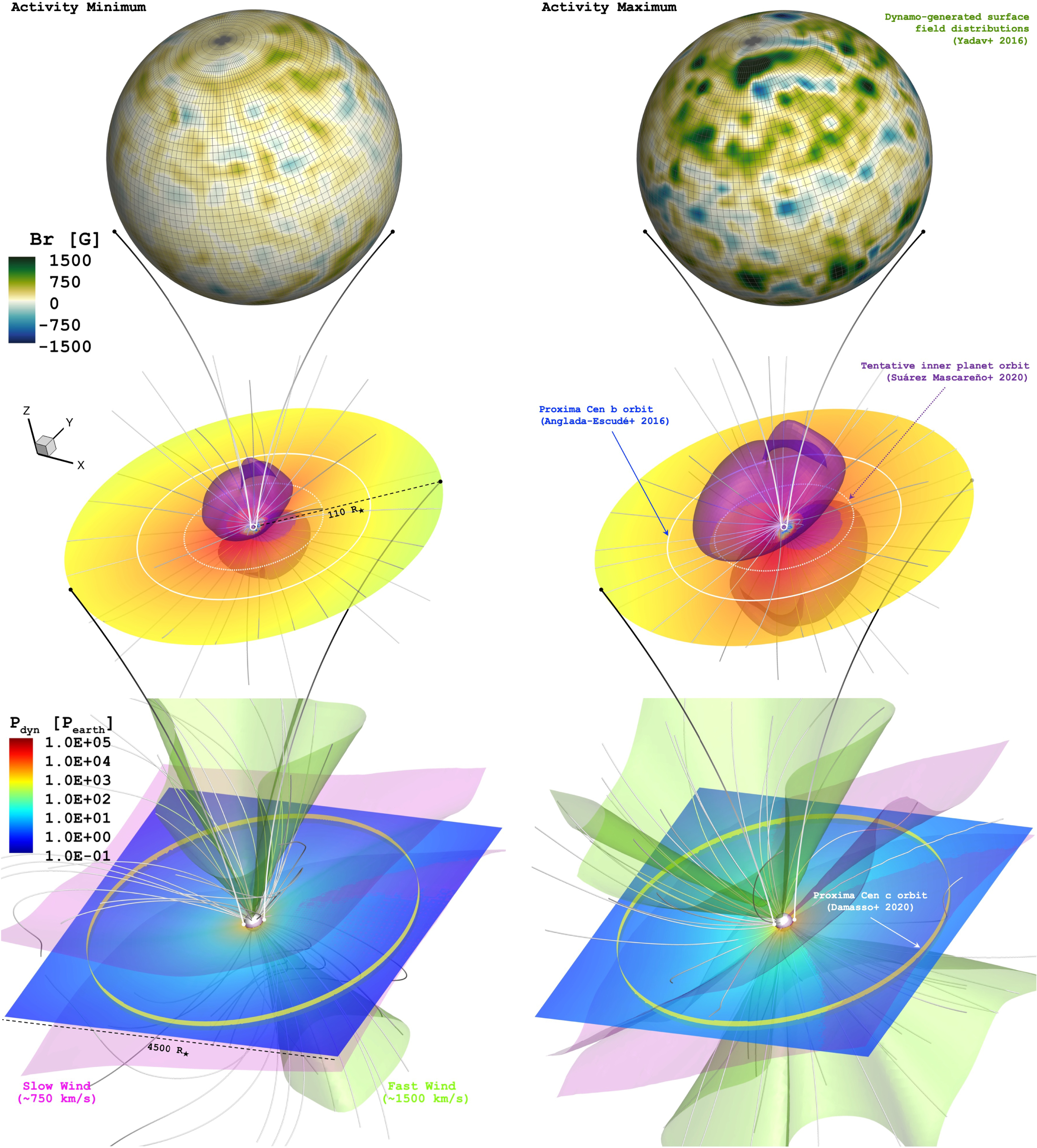
毗鄰星系統的模擬星風環境。紫色等值面對應於星風的阿耳芬面。

恆星沒有固體表面。然而，它們有一個過熱的大氣層，由通過重力和磁力結合的物質形成。星冕它延伸到恆星（太陽）表面或光球層之外，被認為是恆星的外邊界。它標誌著向星風（太陽風）的過渡，星風穿過行星系統。這個極限（邊界）是由星風中的擾動不能傳播回恆星表面的距離來定義的。如果向外的星風速度超過1馬赫，即太陽風定義的「音速」，這些擾動就不能向恆星傳播回來。這個距離在恆星周圍形成了一個不規則的「面」，稱為阿耳芬面。它也可以被描述為重力和磁場太弱而無法約束將物質推離恆星的熱量和壓力的點。這是恆星大氣結束和星風開始的地方。
Adhikari、Zank、和Zhao（2019）將阿耳芬面定義為：

大尺度太陽風速度{\displaystyle U}和阿耳芬速度 {\displaystyle V_{\text{A}}}的位置相等，因此，它將區分出「次阿耳芬冕流」|{\displaystyle U}|≪|{\displaystyle V_{\text{A}}}|從超阿耳芬太陽風流 |{\displaystyle U}|≫|{\displaystyle V_{\text{A}}}|

DeForest、Howard、和McComas (2014)定義阿耳芬面為：

一個自然邊界，標誌著單個電漿包和磁通量與太陽本身的因果斷開。阿耳爾芬面是加速太陽風的徑向運動通過徑向阿耳芬速度的軌跡，因此任何物質的位移都不能將資訊帶回日冕。因此，它是日冕的自然外邊界，也是行星際空間的內邊界。

阿耳芬面將星風的次阿耳芬面和超阿耳芬面分開，星風會影響系統中行星軌道周圍任何磁層/電離層的結構。阿耳芬面的特徵可以作為恆星適居帶的內邊界。阿耳芬面「名義上」可以在10-30個恆星半徑處找到。

## 研究
研究人員不確定太陽阿耳芬臨界面的確切位置。根據日冕的遠程影像，估計它距離太陽表面10到20個太陽半徑。2021年4月28日，在第八次飛越太陽時，美國國家航空暨太空總署的派克太陽探測器（PSP）在18.8個太陽半徑處遇到了特定的磁性和粒子條件，表明它穿透了阿耳芬面；探測器用其FIELDS和SWEAP儀器量測了太陽風電漿環境。美國國家航空暨太空署將這一事件描述為「觸及太陽」。在飛越過程中，派克太陽探測器多次進出日冕。這證明了阿耳芬臨界面形狀不像光滑的球，而是有尖刺和穀，使其表面起皺的預測。
2021年4月28日世界時09:33，派克太陽探測器進入光球層上方13 × 106（8.1 × 106英里）的太陽磁化大氣層，在阿耳芬臨界面下方穿越五小時，進入電漿，與太陽發生因果接觸，阿耳芬馬赫數為0.79，磁壓主導離子和電子壓力。磁測圖表明，該區域是在偽流光 （英語：pseudostreamer）上方快速膨脹的日冕磁場線上出現的穩定流。該流的「次阿耳芬」性質可能是由於偽流光底部的磁重聯受到抑制，該區域的異常低密度和磁測圖證明了這一點。

## 進階讀物
- Kasper, Justin C.; Klein, Kristopher G. . The Astrophysical Journal Letters. 1 June 2019, 877 (2): L35. Bibcode:2019ApJ...877L..35K. S2CID 174801124. arXiv:1906.02763 . doi:10.3847/2041-8213/ab1de5 .
- Guilet, Jerome; Foglizzo, Thierry; Fromang, Sebastien. . The Astrophysical Journal. 2010, 729 (1): 71. S2CID 118461285. arXiv:1006.4697 . doi:10.1088/0004-637X/729/1/71.
- Fionnagáin, D ó; Vidotto, A A; Petit, P; Folsom, C P; Jeffers, S V; Marsden, S C; Morin, J; do Nascimento, J-D. . Monthly Notices of the Royal Astronomical Society. 22 November 2018  [18 May 2023]. arXiv:1811.05356 . doi:10.1093/mnras/sty3132 .
- Garraffo, Cecilia; Drake, Jeremy J.; Cohen, Ofer. . The Astrophysical Journal. 27 October 2015, 813 (1): 40. S2CID 118740200. arXiv:1509.08936 . doi:10.1088/0004-637X/813/1/40.
- Vidotto, A. A.; Jardine, M.; Morin, J.; Donati, J. F.; Opher, M.; Gombosi, T. I. . Monthly Notices of the Royal Astronomical Society. 21 February 2014, 438 (2): 1162–1175  [18 May 2023]. arXiv:1311.5063 . doi:10.1093/mnras/stt2265 .
- Vidotto, Aline A. . Living Reviews in Solar Physics. 26 April 2021, 18 (1): 3. ISSN 1614-4961. PMC 8550356 . PMID 34722865. doi:10.1007/s41116-021-00029-w （英语）.

## 外部連結
- . University of Michigan News. 4 June 2019  [30 July 2022].